# Raninoides longifrons
Raninoides longifrons is een krabbensoort uit de familie van de Raninidae. De wetenschappelijke naam van de soort is voor het eerst geldig gepubliceerd in 2001 door Chen & Türkay.